# Dienst der Fortificatiën
De Dienst der Fortificatiën werd in 1688 opgericht en onder de leiding geplaatst van een ingenieur-generaal der fortificatiën, later directeur-generaal. Als zodanig voerde hij eind 17e eeuw het bevel over zo'n zestig ingenieurs. 

## Geschiedenis
Vanaf 1713, aan het eind van de Spaanse Successieoorlog, werden in alle vestingen ingenieurs benoemd. Zij werden belast met het onderhoud, de aanleg en de inspectie van de vestingwerken. In grote vestingen, waar meer ingenieurs werden gelegerd, werd de oudste in rang 'eerstaanwezend' ingenieur. Een jaar later werden deze eerstaanwezendschappen samengevoegd tot departementen, waarover directeuren het bevel voerden. In 1740 kreeg de Dienst der fortificatiën een nieuwe naam: Korps ingenieurs en in 1806 werd het Korps der genie. Na de Franse inlijving in 1810 werd het Korps opgeheven maar in 1814 volgde onder Koning Willem I de heroprichting van het Korps Ingenieurs der Genie.

## Lijst van Ingenieur-Generaals
- François du Puy seigneur de Cambon (20 augustus 1688 - 1689)
- Charles du Puy de l'Espinasse (1692 - 27 juli 1695)
- Menno van Coehoorn (4 november 1695 - ?)